# Marek Bieńkowski (urzędnik)
Marek Bieńkowski (ur. 29 października 1959 w Suchedniowie) – polski prawnik, urzędnik państwowy, generał brygady Straży Granicznej, komendant główny Straży Granicznej w latach 1997–2001, komendant główny Policji w latach 2005–2007.

## Życiorys
Ukończył studia prawnicze w Akademii Teologii Katolickiej w Warszawie. Po studiach pracował w kurii biskupiej w Szczecinie. W latach 80. działał w opozycji. Był doradcą Mariana Jurczyka. Od 1993 pracował w Straży Granicznej. W latach 1993–1996 był komendantem oddziału Straży Granicznej w Szczecinie. W latach 1996–1997 był zastępcą komendanta głównego, a w latach 1997–2001 komendantem głównym Straży Granicznej. 14 grudnia 1999 awansowany na stopień generała brygady. Po odwołaniu (2001) ze stanowiska komendanta głównego Straży Granicznej pracował jako doradca w Najwyższej Izbie Kontroli (2002–2005). 3 listopada 2005 powołany na stanowisko komendanta głównego Policji. Marek Bieńkowski był pierwszym w historii III RP szefem policji, który nie nosił munduru (nie był policjantem).
9 lutego 2007 r. podał się do dymisji. Od 10 lipca 2007 r, prezes firmy Orlen Ochrona Sp. z o.o. W 2008 r. powrócił do pracy w Najwyższej Izbie Kontroli, od sierpnia 2008 do lutego 2009 pełnił obowiązki dyrektora delegatury NIK w Lublinie. Następnie objął również stanowisko dyrektora Departamentu Porządku i Bezpieczeństwa Wewnętrznego NIK. W czerwcu 2020 r. stracił stanowisko dyrektora na rzecz Michała Jędrzejczyka.

## Ordery i odznaczenia
- Krzyż Oficerski Orderu Odrodzenia Polski (2001)[8]
- Srebrny Krzyż Zasługi (1997)[9]